# Sonia Hecker
Sonia Hecker de Torres (Caracas, Venezuela, 14 de noviembre de 1937) es una médico cirujano venezolana egresada de la Universidad Central de Venezuela (UCV) y profesora titular a dedicación exclusiva, adscrita al Instituto de Medicina Experimental de la Facultad de Medicina. Forma parte de la Sección para el Estudio de la Adaptación Muscular (SEAM), cuya línea de investigación se relaciona con el estudio de los cambios metabólicos, tipo de fibras y aporte sanguíneo del músculo esquelético en diferentes situaciones fisiológicas y patológicas, tanto en sujetos humanos como en diversas especies animales.

## Formación académica
Inició sus estudios universitarios en la Escuela de Medicina “Luis Razetti” de la Facultad de Medicina de la UCV, obteniendo el título de médico cirujano en 1960. Luego de eso, se va a Londres, Inglaterra para realizar estudios de doctorado en el área de Ciencias Fisiológicas en la Universidad de Birmingham (1968), obteniendo el grado de PhD especialista en Fisiología y Patología de Músculo Esquelético. Realizó cursos de ampliación de conocimientos en el Instituto Venezolano de Investigaciones Científicas (I.V.I.C.) en las áreas de radioisótopos y hemoglobinas anormales.

## Gerencia universitaria
Durante su trayectoria ha desempeñado diversos cargos tanto en el área de docencia como en el área administrativa y de investigación. Ha sido Coordinadora del Postgrado en Ciencias Fisiológicas de la Facultad de Medicina-UCV; Jefa de la Sección para el Estudio de la Adaptación Muscular (SEAM) del Instituto de Medicina Experimental-UCV; Jefa de la Cátedra de Fisiología Normal de la Escuela de Medicina “Luis Razetti”; Jefa de Cátedra en la Facultad de Medicina de la Universidad de Chile, Sede Sur, Santiago de Chile; Honorary Research Fellow de la Universidad de Birmingham y Jefa del Departamento de Ciencias Fisiológicas de la Escuela de Medicina de la Universidad de Oriente. Forma parte de diversas sociedades científicas y profesionales a nivel nacional e internacional entre ellas se encuentran el Colegio Médico del estado Miranda; The Microcirculatory Society (USA) y la European Respiratory Society. Es miembro fundador de la Sociedad Venezolana de Ciencias Fisiológicas; fue la primera mujer en presidir la Asociación Venezolana para el Avance de la Ciencia (AsoVAC), Capítulo de Oriente y Capítulo Central y ha sido presidenta electa por varios períodos de la Asociación Latinoamericana de Ciencias Fisiológica (ALACF).

## Distinciones
A lo largo de su trayectoria ha sido galardonada con la Orden José María Vargas en su Primera Clase (2000), el Premio Augusto Pi Suñer (Centre Català de Caracas), en su mención honorífica (2004 y 2006), el Premio a la Investigación Aplicada “Dr. Luis Razetti” en su mención honorífica (2005) y el Premio Francisco De Venanzi en su vigésima sexta edición (2016).

## Publicaciones
Es autora de diversos libros que van desde la ficción hasta biografías, entre los cuales se encuentran “Cuentos de Angostura” (1996),”Para hacer y ser dulces” (2002), ”De aeropuertos y otras geografías” (2003), “Por una puerta estrecha: Sara Bendahán” (2005) y “Francisco De Venanzi” (2007).
Ha escrito capítulos de libros, editoriales, artículos para periódicos y obituarios, entre los cuales se encuentran:
- María Montes de Oca y Sonia H. Torres. La EPOC como enfermedad sistémica. En: Horacio Giraldo Estrada. “EPOC. Diagnóstico y tratamiento integral”. Tercera Edición. Editorial Médica Panamericana. Bogotá, Buenos Aires, Caracas, Madrid, México, Porto Alegre. 2008:22-32.[4]
- Balance y perspectiva del Festival Juvenil de la Ciencia. Acta Cient. Venez. 1977; 28: 301-302.
- La reorganización de FUNDAVAC. Acta Cient. Venez. 1978; 29: 351-352.
- Los pecados de la Universidad según Bunge. Interciencia. 1984; 9:121.
- Bernardo Housay, la vida al servicio de la ciencia. El Expreso. Ciudad Bolívar. 24-10-71.
- Sonia Hecker de Torres y Tania Bustos. La disparidad entre el avance médico y la ley. El Ojo del Huracán. Año 1 N.º 2, febrero, marzo y abril de 1990.
- La Universidad que no existe. El Ojo del Huracán. Año 2 N.º 7, mayo, junio y julio de 1991.
- Opciones en Ciencia. El Nacional, 9-1-91.
- El papel del científico básico. El Nacional 20-2-95.
- El maestro García Arocha. El Universal, 30-5-95.

También ha publicados artículos en revistas especializadas:
- S.H. Torres, J.B. De Sanctis, M. Briceño, N. Hernández, y H. Finol, “Inflammation and nitric oxide production in skeletal muscle of type 2 diabetic patients”, J. Endocrinol., 181, 419-427, 2004.[5]
- M. Montes de Oca, S.H. Torres, J.G. Loyos, F. Vázquez, N. Hernández, B. Anchústegui, y J.J. Puigbó, “Exercise performance and skeletal muscles in patients with advanced Chagas disease”, Chest, 125, 1306-1314, 2004.[6]
- S.H. Torres, H. Finol, M. Montes de Oca, F. Vázquez, J.J. Puigbó, y J. Loyos, “Capillary damage in skeletal muscle in advanced Chagas’ disease patients”, Parasitol. Res., 93, 364-368, 2004.[7]
- M. Montes de Oca, S.H. Torres, Y. González, E. Romero, N. Hernández, y C. Tálamo, “Tolerancia al ejercicio, calidad de vida y características del músculo esquelético después de 6 semanas de entrenamiento”, Arch. Bronconeumonol. 41, 413-418, 2005.
- M. Montes de Oca, S.H. Torres, J. De Sanctis, A. Mata, N. Hernández, C. Tálamo, y H.J. Finol, “Skeletal muscle inflammation and nitric oxide in patients with COPD”, Eur. Resp. J., 26, 390-397, 2005.[8]
- M. Montes de Oca, S.H. Torres, Y. González, E. Romero, N. Hernández, A. Mata y C. Tálamo, “Peripheral muscle composition and health status in patients with COPD”, Respir. Med. 100,1800- 1806, 2006.[9]
- J. Subiela, S.H. Torres, A. Herrera, N. Hernández, P. Alexander, y F. Jimeno, “Características musculares y potencia anaeróbica y aeróbica máximas en ciclistas de competición”, Archivos de Medicina del Deporte, 24:169-173, 2007.[10]